# Даріуш Росаті
Даріуш Каєтан Росаті (пол. Dariusz Kajetan Rosati, нар. 8 серпня 1946 Радом, Польща) — польський політик і економіст, міністр закордонних справ Польщі з 1995 по 1997 рік, член ради з грошово-кредитної політики з 1998 по 2004 рік, голова комітету державних фінансів з 2011 по 2014 рік.

## Життєпис

### Ранні роки
Батько Даріуша Росаті, італієць Анджело, знаходився в таборі для військовополонених. Після звільнення оселився в Лодзі. Мати, полька Ванда, була змушена працювати в Німеччині. Батьки Даріуша розлучилися незабаром після його народження, батько поїхав до Франції. Коли Росаті виповнилося десять років, мати від його імені відмовилася від його італійського громадянства, а також змінила порядок його імен.

### Освіта
Даріуш навчався в XXII загальноосвітньому ліцеї ім. Хосе Марті в Варшаві. Закінчив факультет зовнішньої торгівлі Варшавської школи економіки. Паралельно він кілька років вивчав математику у Варшавському університеті.
Отримавши ступінь магістра економічних наук в 1969 році, він почав працювати у Варшавській школі економіки як асистент. У 1973 році захистив докторську дисертацію, в 1978 році отримав ступінь доктора економічних наук. У 1990 році отримав вчене звання професора економічних наук. Спеціалізується в області макроекономічної політики, євроінтеграції, фінансів і міжнародної торгівлі.
У 1970 — 1990 роках Даріуш пройшов ряд стажувань, в тому числі у Франції, Великій Британії, США та Угорщині. Він неодноразово був експертом в міжнародних організаціях (ЮНІДО, Всесвітній банк, Європейська комісія, Міжнародна організація праці). У 1986 — 1987 роках Росаті був запрошеним професором в Принстонському університеті в США. У 1985 році він заснував і займав посаду директора Інституту світової економіки при Варшавській школі економіки, а потім директора Інституту умов бізнесу і цін зовнішньої торгівлі.  

### Політична діяльність
У 1966 — 1990 роках Росаті входив в Польську об'єднану робітничу партію. Був секретарем університетського комітету ПОРП при Варшавській школі економіки. З 1987 по 1990 рік він брав участь в роботі комісії з економічних реформ, а в 1988 — 1989 роках Даріуш був членом економічної консультативної групи прем'єр-міністра. На парламентських виборах 1989 року безуспішно балотувався на місце сенатора від столичного воєводства.
На рубежі 1980-х і 1990-х років Росаті був одним з членів наглядової ради Фонду обслуговування зовнішнього боргу. У 1991 — 1995 роках працював в Європейській економічній комісії Організації Об'єднаних Націй в Женеві керівником секції країн Центральної та Східної Європи. З 1994 по 1997 рік він засідав в раді з економічної стратегії при раді міністрів.
З грудня 1995 року по жовтень 1997 року Даріуш був міністром закордонних справ, з 1998 по 2004 рік був членом ради з грошово-кредитної політики першого терміну. З травня 2003 року по вересень 2005 року він був ректором Вищої школи торгівлі та права ім. Ришарда Лазарського у Варшаві.
Росаті є членом Польського економічного суспільства (з 1969 року), а також Європейської економічної асоціації та Європейської асоціації порівняльних економічних досліджень. У 1998 — 2001 роках він засідав в наглядовій раді Програми міжнародних обмінів (IREX) у Вашингтоні, а в 1999 — 2010 роках був членом Комітету економічних наук Польської академії наук. У 2001 році він став членом групи економічних радників президента Європейської комісії Романо Проді. До травня 2006 року він засідав в наглядовій раді Варшавської інвестиційної групи. Автор понад 260 наукових робіт (в тому числі дев'яти книг), опублікованих польською, англійською, російською та іншими мовами.
На європейських виборах 2004 року балотувався за списком Соціал-демократів Польщі. Він отримав депутатський мандат, отримавши 76 834 голоси.
У листопаді 2007 року Інститут національної пам'яті повідомив, що Даріуш Росаті в 1968 році був зареєстрований Першим департаментом міністерства внутрішніх справ як кандидат на секретного співробітника, у 1976 році в категорії "безпека", а в 1978 році як оперативний контакт. У 1985 році він був зареєстрований у Другому департаменті міністерства внутрішніх справ (контррозвідка) в категорії "кандидат", а в листопаді 1989 року в категорії "безпека". У липні 2007 року Росаті зробив заяву, заперечуючи, що співпраця виходило за рамки випадкових контактів. Його заяви не ставилися під сумнів омбудсменом або прокурором Інституту національної пам'яті.
У 2009 році Даріуш очолював Угоду про майбутнє, яка об'єднувала, Соціал-демократів Польщі та Демократичну партію. Він балотувався на виборах до Європейського парламенту. У 2011 році Росаті оголосив про співпрацю з Громадянською платформою, взявши участь в ювілейному з'їзді партії. На парламентських виборах в тому ж році він був обраний членом сейму, набравши 59 562 голоси. На VII скликання він був головою комітету державних фінансів.
На європейських виборах 2014 року також ще від Громадянської платформи Даріуш отримав мандат депутата Європейського парламенту. В Європарламенті він став членом Європейської народної партії, комітету з економічних і валютних питань, делегації у спільній парламентській асамблеї ACP-ЄС, що займається відносинами з країнами Африки і Карибського басейну і Океанії. У 2016 році він став координатором і представником фракції Європейської народної партії в комісії з розслідування порушення законодавства ЄС і його неправильного управління у зв'язку з відмиванням грошей, ухиленням від сплати податків, в 2017 році став главою делегації в парламентському комітеті асоціації ЄС-Україна, а в 2018 року став членом спеціального комітету з фінансових злочинів, ухилення від сплати податків. Він також став членом делегації в Парламентській асамблеї ЄВРОНЕСТ, що займається питанням співпраці ЄС з країнами Східного партнерства.
26 лютого 2016 року Росаті став членом економічної групи консультантів Громадянської платформи. На європейських виборах в 2019 році він не став кандидатом від Європейської коаліції. На національних виборах в тому ж році він знову отримав місце в сеймі, балотуючись від Громадянської коаліції.

## Особисте життя
Даріуш Росаті з 1971 року одружений з модельєркою Тересою Росаті. Вони мають двох дітей: сина Марціна і дочка Вероніку.